# Сасси, Панфило
Панфило Сасси (1455, Модена — 1527, Лонцано) — итальянский поэт и литературовед. Как поэт, считался представителем барочного направления сецентизма.

## Биография
Был достаточно известным поэтом в XV веке, однако биографических сведений о его жизни сохранилось мало. Известно, что в 1495 году он из-за проблем был вынужден покинуть родную Модену и последовать за Джироламо Донати в Брешию, сам поселился в деревне, откуда часто ездил в Верону и Брешию. В этот период жизни уже стал известен как автор поэтических сочинений на итальянском и латыни, его латинские произведения печатались в Брешии с 1499 по 1502 год, в которых он прославлял графа Сомальи, которому тогда служил, а итальянские были впервые напечатаны в Венеции в 1511 году.
Только в возрасте 45 лет ему удалось вернуться в родной город, где на протяжении нескольких лет он был преподавателем литературы, занимаясь в основном изучением творчества Данте и Франческо Петрарки. Однако в скором времени Сасси был обвинён в ереси, вследствие чего ему вновь, и уже навсегда, пришлось покинуть родной город и укрыться в Романье, где его друг, граф Гвидо Ранджоне, помог ему получить место преподавателя в Лонцано и где Сасси прожил до конца жизни.
По воспоминаниям современников, отличался очень хорошей памятью и мог с лёгкостью импровизировать с сочинением как на итальянском, так и на латыни, хотя некоторые из поэтов того времени оценивали творчество Сасси весьма критически. Среди его сочинений более всего известны «Brixia illustrata» (1498), «Epigrammatum libri IV» (1500), «Sonnetti e capitoli» (1500, много изданий), «Agislariorum vetustissimae gentis origo» (1502). Он также переводил на итальянский стихи древнеримского поэта Публия Лентула. Собрание его сочинений планировал издать Тассони, однако, по всей видимости, ему не удалось это осуществить. Итальянские стихотворения поэта были опубликованы С. Феррари в «Biblioteca litteratura popolare italiana» (Флоренция, 1882, начиная со страницы 275).